# Abade de Neiva
41°33′46″N 8°39′04″O / 41.56278, -8.65111
Abade de Neiva es una freguesia portuguesa del concelho de Barcelos, con 6,96 km² de superficie y 1869 habitantes (2001). Densidad de población: 268,5 hab/km².